# 절망희 2부
《절망희 2부 -크로스 인카운터-》(Riapsed∞Erised -Cross Encounter-)는 대한민국의 팀 바실리스크가 제작하고 있는 비주얼 노벨이다. 팀 바실리스크의 다섯 번째 작품이다.

## 이야기
- 전야
  - 어느 날, 우리들은 갑작스럽게 우리의 세계가 멸망할 위기에 처했다는 것을 알게 된다. 바다 속에서 떠오른 부유대륙 플레로마. 그 곳에서 나타난 정체불명의 소녀는, 자신을 리아프세이드(Riapsed)라 칭하며 이 세계를 멸망시키겠다고 하는데...
- 잃어버린 낙원
  - 세계는 멸망한 것인가, 멸망하지 않은 것인가, 확실하지 않은 기억 속에서, 소년 윤시형의 주위를 둘러싼 수수께끼같은 일상이 시작된다. 쥬세페. 반쪽의 기사. 이즈 그누흐. 에리카. 모든 것이 진짜와 가짜를 오가며 모든 것을 혼란에 빠뜨려간다. 대체 나에게, 우리들에게, 이 세계에 무슨 일이 일어난 건가?
- 크로스 인카운터
  - 클론 사건으로부터 1년 2개월 후, 레스 플레로마의 헌터 '이즈 그누흐'는 '니즈 그누오르'와 함께 대공동을 조사하고 있었다. 지난 세계와 달리, 이번의 대공동은 하늘 위가 아닌 바다에서 반쯤 물에 잠긴 채 솟아난 상태였다. 그러나 그 곳에 있어야 할 '리아프세이드'와 '세계수'는 벌써 어디론가 사라지고 없었다. 한편, 레스 플레로마에서 홀로 밤거리를 걷던 소년 '윤시형'은 자신을 '에리카'라고 소개하는 신비로운 소녀와 만나게 된다.

## 등장인물

### Arcadia
윤시형(Yun Si Hyung / Erised)
본인의 의지와 상관없이 항상 사건의 중심에 휘말리는 인물. 1년 전의 사건을 겪은 후 시니컬한 성격으로 변해 현재는 체념한 상태로 하루하루를 보내고 있다.
한정임(Han Jung Im / Black Karin)
윤시형의 양어머니. 레스 플레로마 헌터 출신으로 어떤 경위를 통해 지금은 헌터들의 쫓김을 받고 있다. 아들에게는 자상하지만 뭔가를 숨기고 있는 것처럼 보인다.
윤영진 / 니즈 그누오르 (Yun Young Zin / Niz Gnouy)
윤시형의 양아버지. 레스 플레로마 헌터 출신으로 어떤 경위를 통해 지금은 헌터들의 쫓김을 받고 있다. 과묵하며 속을 알 수 없는 인물. 아들인 윤시형과는 굉장히 사이가 나쁘다.
레스터 아이스버그 (Rester Iceberg)
레스 플레로마의 헌터. 뛰어난 실력의 엘리트였지만 큰 부상을 당한 후 은퇴하고 레스토랑 요리사로 직업을 바꾸었다.
에시 아이스버그 (Eci Iceberg)
레스 플레로마의 헌터. 레스터 아이스버그의 여동생. 까칠하고 트집잡기 좋아하는 완벽주의자.
블랙 커스(Black Curse)
레스 플레로마의 이변과 함께 나타난 수수께끼의 생명체. 온 몸을 덮고 있는 검은 가죽이 계속 변이해 형체가 계속 변하며, 마법카드가 전혀 통하지 않아 레스 플레로마의 헌터들이 궁지에 몰리게 된다. 2부의 레스터 아이스버그는 그와 비슷한 어떤 인물을 알고 있다.
레브 이시모(Rev Isimo)
레스 플레로마 헌터들을 이끄는 대장. 대학의 총장도 겸하고 있어, 사람들에게서는 총장이라 불린다. 레스 플레로마의 실권자.
요한(Yohan)
10년 전, 레스 플레로마에서 니즈의 동료였던 인물. 10년 전의 사건 후 종적을 감추었다.
아미(Amie)
10년 전, 레스 플레로마에서 니즈와 요한의 동료였던 여성.

### Lost Arcadia
에리세이드(Erised)
또다른 세계 플레로마를 멸망시킨 인물. 평상시엔 거의 말이 없지만 플레로마와 에리카에 대해선 강렬한 증오와 집착을 드러낸다.
에리카가 증오하는 대상.
카리에(Karie)
플레로마의 공주였던 여성. 에리카와 거의 똑같이 생겼다. 플레로마의 세계에서 지저로 떨어진 후 이즈 그누흐를 만나게 된다.
공주의 신분을 비롯해 가지고 있던 모든 것을 잃은 후 그녀는 바닥에서부터 다시 삶을 시작하게 된다.
에리카(Erika / Riapsed)
사라진 세계 플레로마의 왕녀였던 여성. 자신의 멸망당한 세계를 되살리기 위해 세계수를 이용해 이 세계를 멸망시키려고 한다.
목적을 위해서는 수단과 방법을 가리지 않는 인물이다.
이즈 그누흐(Is Gnuyh)
세계의 멸망을 계속 보아오며 현재까지 살아남은 남자. 이번 세계의 멸망을 막기 위해 애쓰고 있다.
전야 편에서 만들어진 윤시형의 복제인간. 오리지널과는 별개로, 자신의 정체성을 확립해 살아가고 있다.
세레스 크로우 / 까마귀 마녀(Ceres Crow)
전야 편의 에시 아이스버그. 에리세이드와 함께 플레로마 세계를 멸망시킨 인물이다. 어떤 경위를 통해 육체를 잃어버린 후, 카드 속에 영혼을 담은 형태로 살아가고 있다.
현재는 이즈 그누흐가 그 카드를 소유하고 있다.
삶의 목적은 마이다스를 만나는 것.
쥬세페 마르두크 스트라이브(Jusepe Marduk Strive)
플레로마의 기사. 1년 전의 사건 때 소생하여 반쪽의 기사와 사투를 벌였다.
반쪽의 기사에게 있어 가장 중요했던 인물.
얄다바오스(Yaldabaoth)
플레로마 세계에 있었던 난폭한 용. 현재의 세계에서 쥬세페의 모습으로 소생해 이즈 일행 앞에 적으로 나타난다.
자신이 먹이사슬의 정점에 놓여있다고 생각하며 모든 상대를 먹잇감이라 부른다.
블랙 데모나 / 반쪽의 기사(Black Demona / Knight of the Half)
이즈 그누흐의 파트너인 여성. 여러 가지 일을 겪은 후, 지금은 이즈를 돕고 있다.

## 제작진
- 기획·시나리오
  - 공기(구 Zad)
- 일러스트
  - Mazin
  - Macchiato
  - 염군
- 스크립트·연출
  - 공기
- 판매
  - Jek
- 엔진
  - 네코노벨(by 하앙군)
- OP/ED
  - 시드 사운드 (S.I.D-Sound)

## 같이 보기
- 절망희
- 팀 바실리스크
- S.I.D-Sound
- 비주얼 노벨
- 네코노벨